# Эпсилон Водолея
Эпсилон Водолея (лат. ε Aquarii), 2 Водолея (лат. 2 Aquarii), HD 198001 — одиночная звезда в созвездии Водолея на расстоянии приблизительно 216 световых лет (около 66 парсеков) от Солнца. Видимая звёздная величина звезды — +3,77m. Возраст звезды оценивается как около 388 млн лет.

## Характеристики
Эпсилон Водолея — белая звезда спектрального класса A1V или B9,5V. Масса — около 2,98 солнечных, радиус — около 2,5 солнечных, светимость — около 138 солнечных. Эффективная температура — около 9530 К.